# 1961 год в музыке

## События
- 21 марта — The Beatles впервые выступают в легендарном клубе Cavern Club
- Образована американская группа The Beach Boys
- Начали выпускать легендарную серию гитар Gibson SG

## Награды
- «Грэмми» за альбом года — Джуди Гарланд за «Judy at Carnegie Hall»
- «Грэмми» за запись года — Генри Манчини за «Moon River»
- «Грэмми» за песню года — «Moon River»

### Зал славы кантри
- Джимми Роджерс[1]
- Фред Роуз[2]
- Хэнк Уильямс[3]

## Выпущенные альбомы
- All The Way (Фрэнк Синатра)
- Clap Hands Here Comes Charlie (Элла Фицджеральд)
- The Folk Lore of John Lee Hooker (Джон Ли Хукер)
- John Lee Hooker Plays and Sings the Blues (Джон Ли Хукер)
- John Lee Hooker Sings the Blues (Джон Ли Хукер)
- My Favorite Things (Джон Колтрейн)

## Лучшие песни года
- «Crying» (Рой Орбисон).
- «Crazy» (Пэтси Клайн).
- «Stand by Me» (Бен Кинг).
- «I Fall to Pieces» (Пэтси Клайн).
- «The Wanderer» (Дион).
- «Runaround Sue» (Дион).
- «Hit the Road Jack» (Рэй Чарльз).
- «Can’t Help Falling in Love» (Элвис Пресли).
- «Cupid» (Сэм Кук).

## Продажи
- Самый продаваемый сингл в США (Billboard Hot 100) — «Tossin' and Turnin'» (Бобби Льюис)
- Самый продаваемый альбом в США (Billboard Top 200) — звуковая дорожка к мюзиклу «Камелот» (Джули Эндрюс и др.)
- Самый продаваемая пластинка в СССР — «Хотят ли русские войны?» (Марк Бернес)
- Самый продаваемый сингл в Великобритании — «Are You Lonesome Tonight» (Элвис Пресли)
- Самый продаваемый альбом в Великобритании — «G.I. Blues» (Элвис Пресли)

## Родились

### Январь
- 22 января — Дэниел Джонстон (ум. 2019) — американский музыкант и автор-исполнитель.

### Февраль
- 6 февраля — Сергей Чиграков — советский и российский певец, гитарист и автор песен, основатель и лидер группы «Чиж & Co».
- 9 февраля — Артур Пилявин (ум. 2002) — советский и российский музыкант и автор песен, основатель, лидер и клавишник группы «Квартал».
- 16 февраля — Энди Тейлор — британский музыкант, гитарист группы Duran Duran.

### Апрель
- 18 апреля — Сергей Труханов (ум. 2017) — советский и российский автор-исполнитель.
- 19 апреля — Анна Герасимова — российская певица, гитаристка и автор песен.

### Май
- 6 мая — Пэтти Райан (ум. 2023) — немецкая певица.
- 15 мая — Melle Mel[англ.] — американский исполнитель хип-хопа, вокалист и автор песен группы Grandmaster Flash and the Furious Five.
- 17 мая — Эния — ирландская певица и композитор.
- 29 мая
  - Юрий Ханжов (ум. 2020) — советский и российский музыкальный педагог.
  - Мелисса Этеридж — американская певица и гитаристка.

### Июнь
- 6 июня — Том Арайя — американский музыкант чилийского происхождения, басист, вокалист и автор песен группы Slayer.
- 14 июня — Бой Джордж — британский певец и композитор, участник групп Culture Club и Jesus Loves You.
- 17 июня — Muslimgauze (ум. 1999) — британский электронный музыкант.
- 22 июня — Пит Хаттлингер[англ.] (ум. 2016) — американский гитарист.
- 24 июня — Курт Смит — британский певец, музыкант и автор песен, вокалист, басист и клавишник группы Tears for Fears.

### Июль
- 8 июля — Энди Флетчер (ум. 2022) — британский музыкант, основатель и клавишник группы Depeche Mode.
- 22 июля — Александр Шевченко (ум. 2022) — советский и российский эстрадный певец, музыкальный продюсер и композитор.
- 23 июля — Мартин Гор — британский композитор, певец и музыкант, основатель, гитарист и клавишник группы Depeche Mode.

### Август
- 5 августа — Тони Китэйн (ум. 2021) — американская актриса и модель, известная ролями в видеоклипах групп Ratt и Whitesnake.
- 8 августа — Эдж — ирландский музыкант, гитарист, клавишник и бэк-вокалист группы U2.
- 12 августа — Улле Юнгстрём (ум. 2016) — шведский певец, музыкант и автор песен.
- 19 августа — Муборакшо Мирзошоев (ум. 2001) — советский и таджикский певец и музыкант.
- 22 августа — Роланд Орзабал — британский певец, музыкант и автор песен, вокалист и гитарист группы Tears for Fears.

### Сентябрь
- 6 сентября — Скотт Трэвис — американский музыкант, барабанщик группы Judas Priest.
- 12 сентября — Милен Фармер — французская певица, композитор, актриса и поэтесса.
- 13 сентября — Дэйв Мастейн — американский певец, музыкант и автор песен, основатель, вокалист и гитарист группы Megadeth.
- 16 сентября — Гульнар Даукенова (ум. 2020) — советская и казахская певица, композитор и кюйши.
- 17 сентября — Александр Дёмин (ум. 2002) — советский и российский певец, гитарист и автор песен.
- 18 сентября — Александр Семёнов (ум. 2017) — советский и российский музыкант, продюсер и композитор, вокалист группы «Рабфак».
- 21 сентября — Анна Короткина (ум. 2019) — советский и белорусский композитор.
- 25 сентября — Александр Козлов (ум. 2001) — советский и российский музыкант и композитор, сооснователь и клавишник группы «Агата Кристи».

### Октябрь
- 15 октября — Вячеслав Бутусов — советский и российский певец и музыкант, вокалист и гитарист групп Nautilus Pompilius и «Ю-Питер».
- 25 октября — Чэд Смит — американский музыкант, барабанщик группы Red Hot Chili Peppers.
- 28 октября
  - Герман Гецевич (ум. 2021) — советский и российский поэт, прозаик, переводчик, автор и исполнитель песен.
  - Дмитрий Циликин (ум. 2016) — российский актёр, журналист, фотограф, музыкальный и театральный критик.
- 31 октября — Ларри Маллен-младший — ирландский музыкант, барабанщик группы U2.

### Ноябрь
- 7 ноября — Наталья Платицына (ум. 1999) — советская и российская певица и поэтесса.
- 13 ноября — Кэндай Кейн (ум. 2016) — американская певица, автор песен и порноактриса.
- 15 ноября
  - Сергей Зуев (ум. 2016) — советский и российский музыкальный педагог и хоровой дирижёр.
  - Папа Срапа (ум. 2022) — советский и российский музыкант и конструктор электронных музыкальных инструментов.
- 21 ноября — Александр Косорунин (ум. 2000) — российский барабанщик.

### Декабрь
- 11 декабря — Аркадий Манджиев (ум. 2022) — советский и российский композитор.
- 18 декабря — Энджи Стоун (ум. 2025) — американская R&B и соул-исполнительница, пианистка.

## Скончались
- 21 января — Джон Беккер (74) — американский композитор, дирижёр, пианист и музыкальный педагог
- 12 февраля — Эдмон Аппиа (66) — швейцарский дирижёр и музыковед
- 14 февраля — Анисим Берлин (64) — русский и советский скрипач и музыкальный педагог
- 19 мая — Джозеф Ховард[англ.] (91) — американский композитор, поэт и либреттист
- 16 июня — Молдобасан Мусулманкулов (77/78) — советский и киргизский акын-импровизатор, комузист и манасчи
- 23 июля — Фёдор Бессарабов (74) — русский и французский певец (баритон)
- 12 августа — Моисей Береговский (68) — советский музыковед и исследователь еврейского фольклора
- 12 октября — Вяйнё Сола (78) — финcкий театральный деятель, оперный певец (тенор), режиссёр и музыкальный педагог
- 10 декабря — Альберт Бахрих (62) — австрийский композитор
- без точной даты
  - Майсан Алсыев (81/82) — бурятский советский народный сказитель-улигершин
  - Дзаккариа Аутуори (61/62) — бразильский скрипач, дирижёр, музыкальный педагог и художник итальянского происхождения
  - Людвиг Беккер (87/88) — немецкий и американский скрипач и дирижёр